# بيت جارع (الطويلة)

تعديل مصدري - تعديل

بيت جارع هي إحدى قرى عزلة لاعة بمديرية الطويلة التابعة لمحافظة المحويت، بلغ تعداد سكانها 170 نسمة حسب تعداد اليمن لعام 2004.